# ماري-مود دوني
ماري-مود دوني (بالفرنسية: Marie-Maude Denis)‏، من مواليد مدينة سودبوري في مقاطعة أونتاريو الكندية، هي صحفية تحقيقية ومنشطة تعمل لصالح هيئة الإذاعة الكندية في مونتريال. منذ عام 2008، تعاونت مع برنامج الشؤون العامة أنكيت (بالفرنسية: Enquête)‏ ، وفي سبتمبر 2015 أصبحت مقدمة البرنامج خلف لألان جرافال.

## وصلات خارجية
- ماري-مود دوني على موقع هيئة الإذاعة الكندية
- الحلقة 200 لبرنامج أنكات